# Aeroportul Salamo
Aeroportul Salamo (IATA: SAM) este un aeroport din Milne Bay Province⁠(d), Papua Noua Guinee.
Situat la o altitudine de 15 m, aeroportul dispune de o singură pistă.